# Ordinary

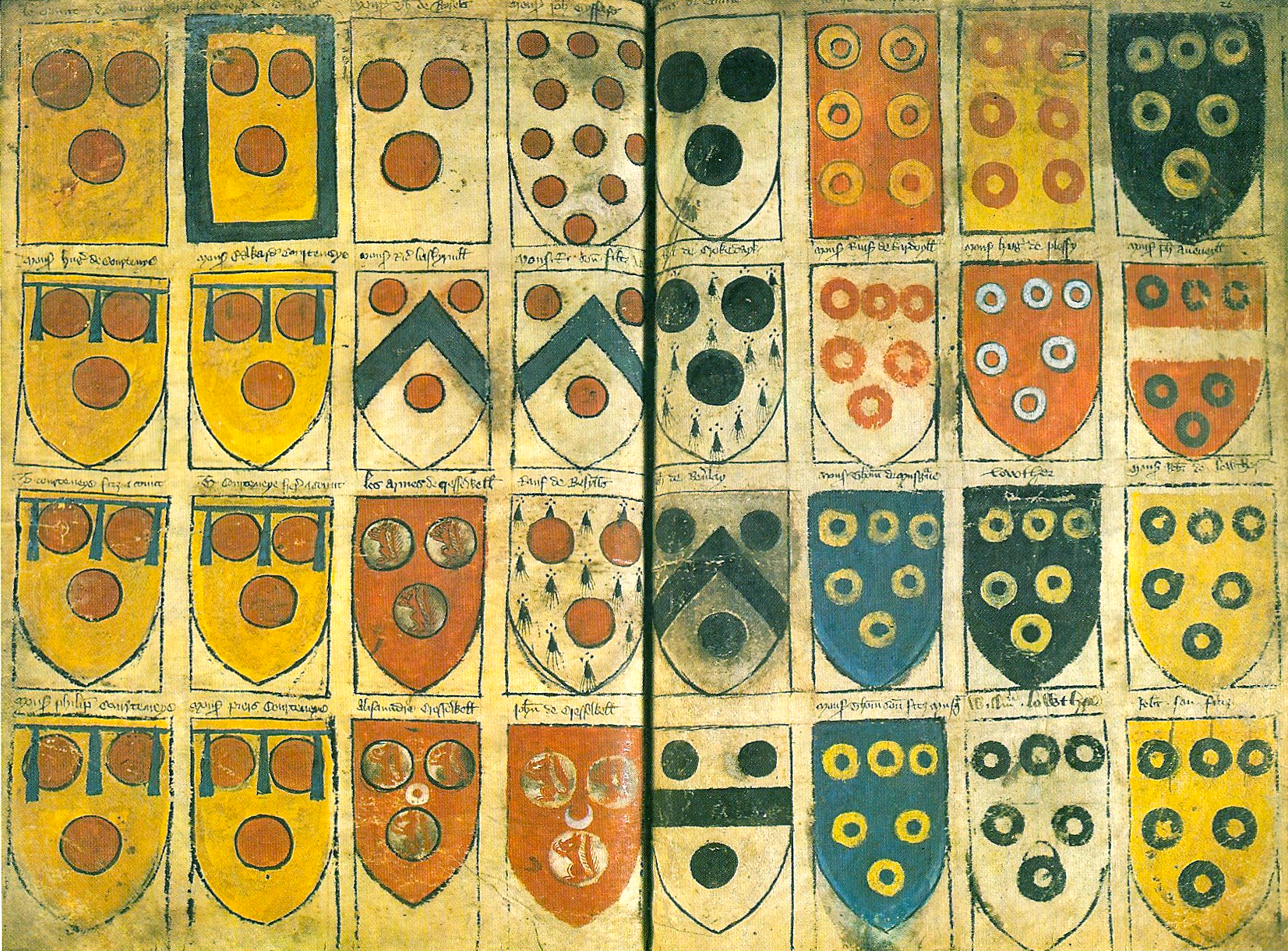
Lap a Jenyn's Ordinary (1380 k.), angol címerkönyvből

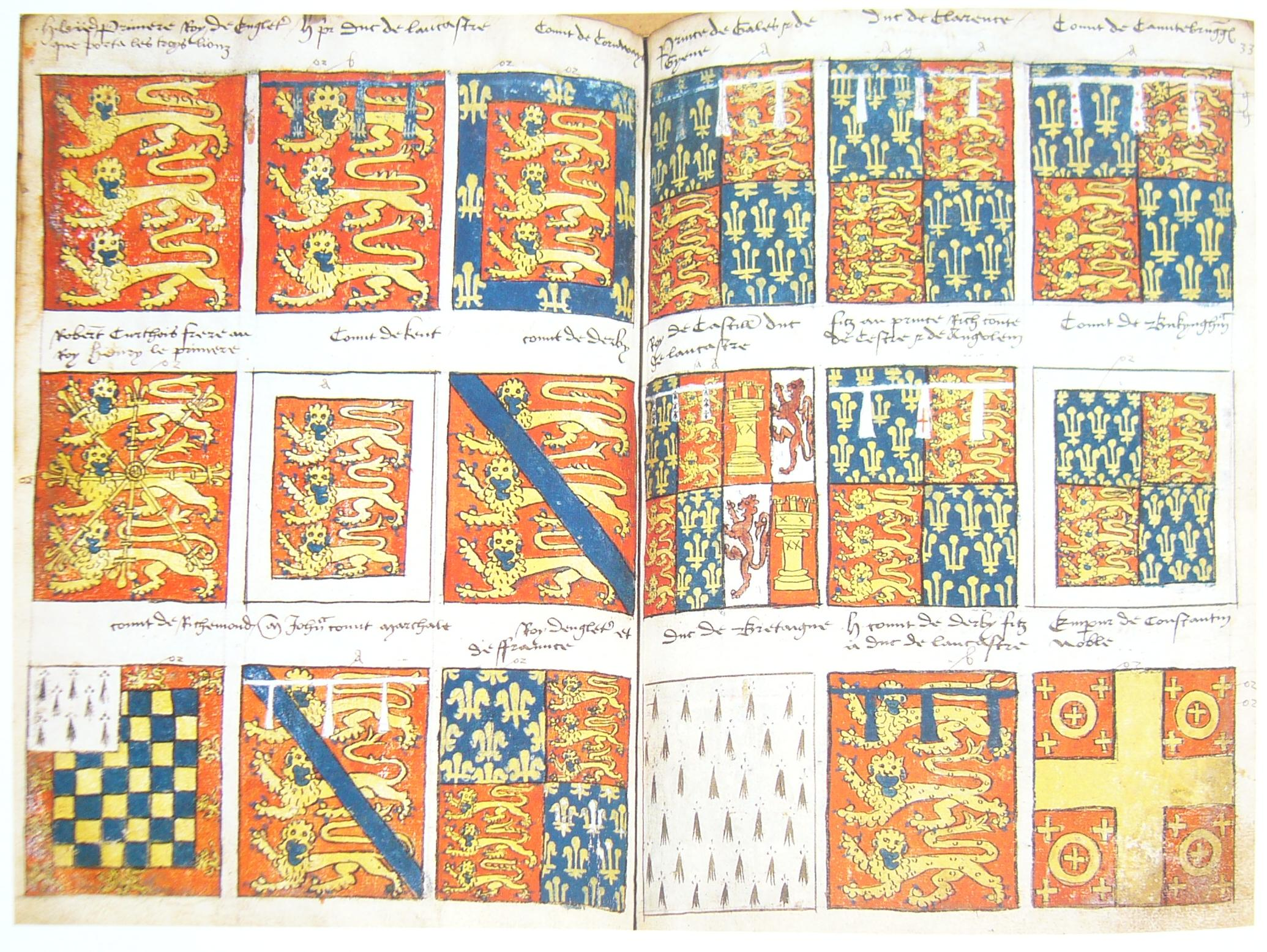
Uralkodói címerek a Flower's Ordinary (kb. 1520), angol címerregiszterből

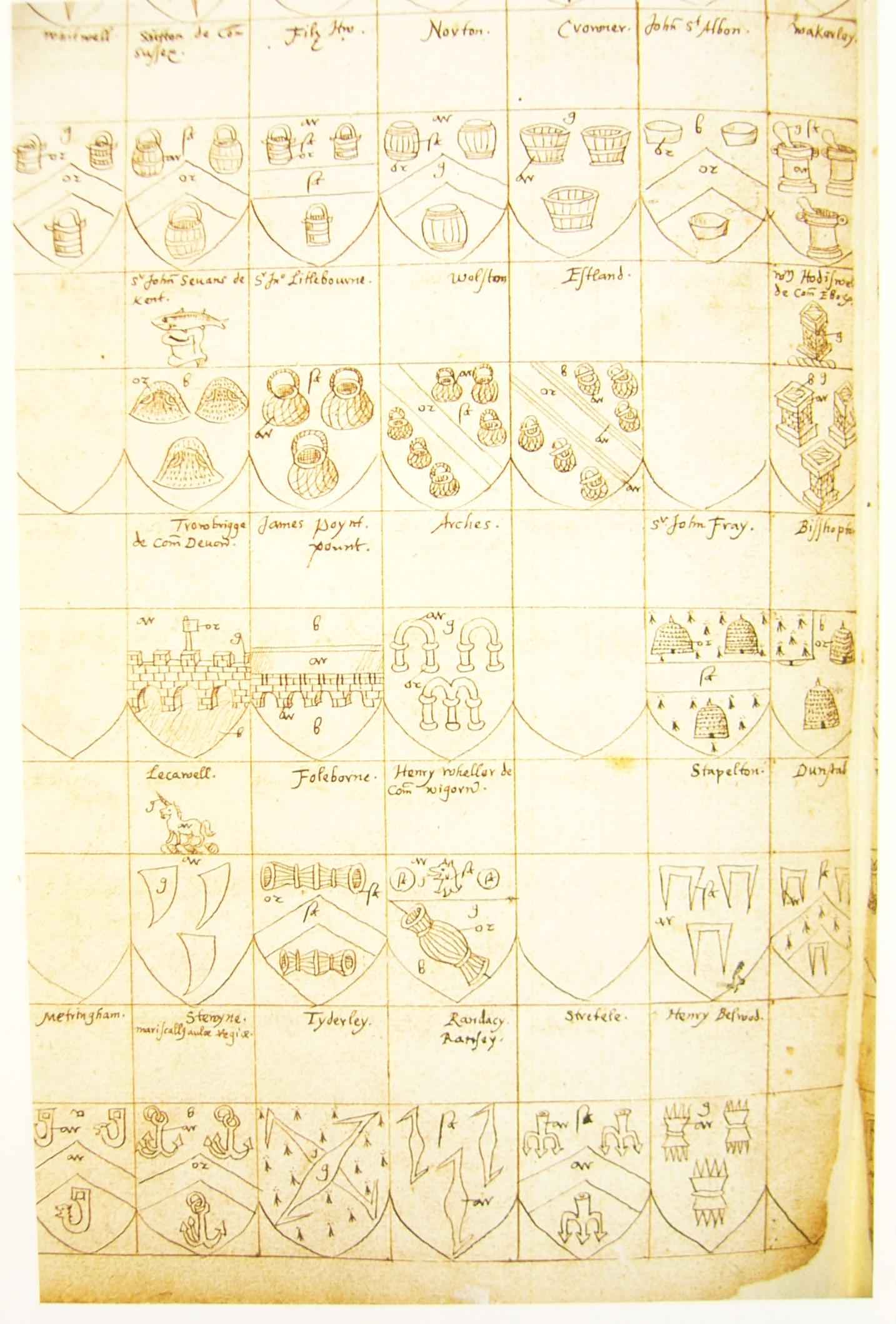
Lap a Smith's Ordinary (16. sz.), angol címerkönyvből

Az ordinary az angol heraldika kifejezése. Kétféle értelemben használják. 1. Az ordinary a pajzson belüli fő mesteralak neve, 2. olyan címergyűjtemény, melyben a címereket a címerábrák (elsősorban a fő mesteralak: ordinary) szerint csoportosították.
Névváltozatok:

en: ordinary of arms, ordinary

Rövidítések:

1. Az ordinary, mint (fő) mesteralak szorosan összefügg a szerkezeti szemléletű anglo-normann (és francia) címerelmélettel és címerművészettel. Az élő heraldika korában a címerpajzson általában csak egy szín és egy címerábra (mesteralak) szerepelt. Ez elfoglalta a pajzs központi helyét. Ha tehát más (mellék-)címerábrát is el akartak helyezni a pajzson, azt már csak a fő címerábra, az ordinary megkülönböztető jegyeihez, geometriájához alkalmazkodva tehették meg. A fő mesteralak tehát irányítja, szabályozza a mellék-címerábrák megkülönböztető jegyeit, pózát, geometriáját, nagyságát, számát stb. Ezért az anglo-normann címerszemlélet szerint az ordinary a pajzs legfontosabb eleme és elsőként azt nevezik meg a címerleírásban.
2. Az ordinary ennélfogva könnyen kiemelhető, mint a címer jellegzetes, legfontosabb jegye és ilyen módon a címerek is jól rendszerezhetők. Az azonos fő-mesteralakokat (-címerábrákat) csoportosító címerkönyvek angol neve ordinary. Angliában ezeket a heroldok hozták létre a 14. századtól. Ezen címerkönyvek összeállítását az is megkönnyítette, hogy a rokoni vagy hűbéri kapcsolatban álló családok egymáshoz hasonló címerváltozatokat viseltek. Az efféle tematikus címerkönyvek akkor tettek jó szolgálatot, ha egy címerviselő címerét a neve alapján kellett megtalálni vagy akkor, ha a herold ellenőrizni akarta, hogy egy újonnan adományozandó címert használ-e már valaki más.
A legrégibb speciális címerkönyv a Cookes Ordinary, 1340 tájáról, melyben egy adott címercsoport négyszögletű zászlóval kezdődik. Ezeket követik az egyes családok címerei. A nevét 1576-ban Robert Cooke, Clarenceux címerkirályától kapta. Majd Sir Anthony Wagner, az angol Heroldhivatal nemrég elhunyt fejének tulajdonában volt.
Európa más részein ilyen címerkönyveket elsősorban csak oktatási céllal állítottak össze, de csak kevés ilyen mű létezik. Az efféle címergyűjtemények iránt csak a 19. században mutatkozott nagyobb igény.